# Lophomastix diomedeae
Lophomastix diomedeae är en kräftdjursart som beskrevs av James Everard Benedict 1904. Lophomastix diomedeae ingår i släktet Lophomastix och familjen Albuneidae. Inga underarter finns listade i Catalogue of Life.